# Skottesjön
Skottesjön är en sjö i Dals-Eds kommun i Dalsland och ingår i Örekilsälvens huvudavrinningsområde. Sjön är 10 meter djup, har en yta på 1,37 kvadratkilometer och befinner sig 160,1 meter över havet. Vid provfiske har abborre, gädda och mört fångats i sjön.

## Delavrinningsområde
Skottesjön ingår i det delavrinningsområde (653671-126655) som SMHI kallar för Utloppet av Skottesjön. Medelhöjden är 170 meter över havet och ytan är 5,66 kvadratkilometer. Det finns inga avrinningsområden uppströms utan avrinningsområdet är högsta punkten. Vattendraget som avvattnar avrinningsområdet har biflödesordning 4, vilket innebär att vattnet flödar genom totalt 4 vattendrag innan det når havet efter 69 kilometer. Avrinningsområdet består mestadels av skog (66 procent). Avrinningsområdet har 1,36 kvadratkilometer vattenytor vilket ger det en sjöprocent på 24,1 procent.